# 15760 Albion
15760 Albion este o planetă minoră (Cubewano), cu un diametru de 167 km, din Cubewano. A fost descoperită pe 30 august 1992 la Mauna Kea Observatories⁠(d) de David Clifford Jewitt⁠(d) și a fost numită după Cordella⁠(d). 
Obiectul prezintă o orbită caracterizată de o semiaxă mare de 43,7789434 de UAi, o excentricitate de 0,067935, o înclinație de 2,18275 ° în raport cu ecliptica.